# Французька розетка і вилка

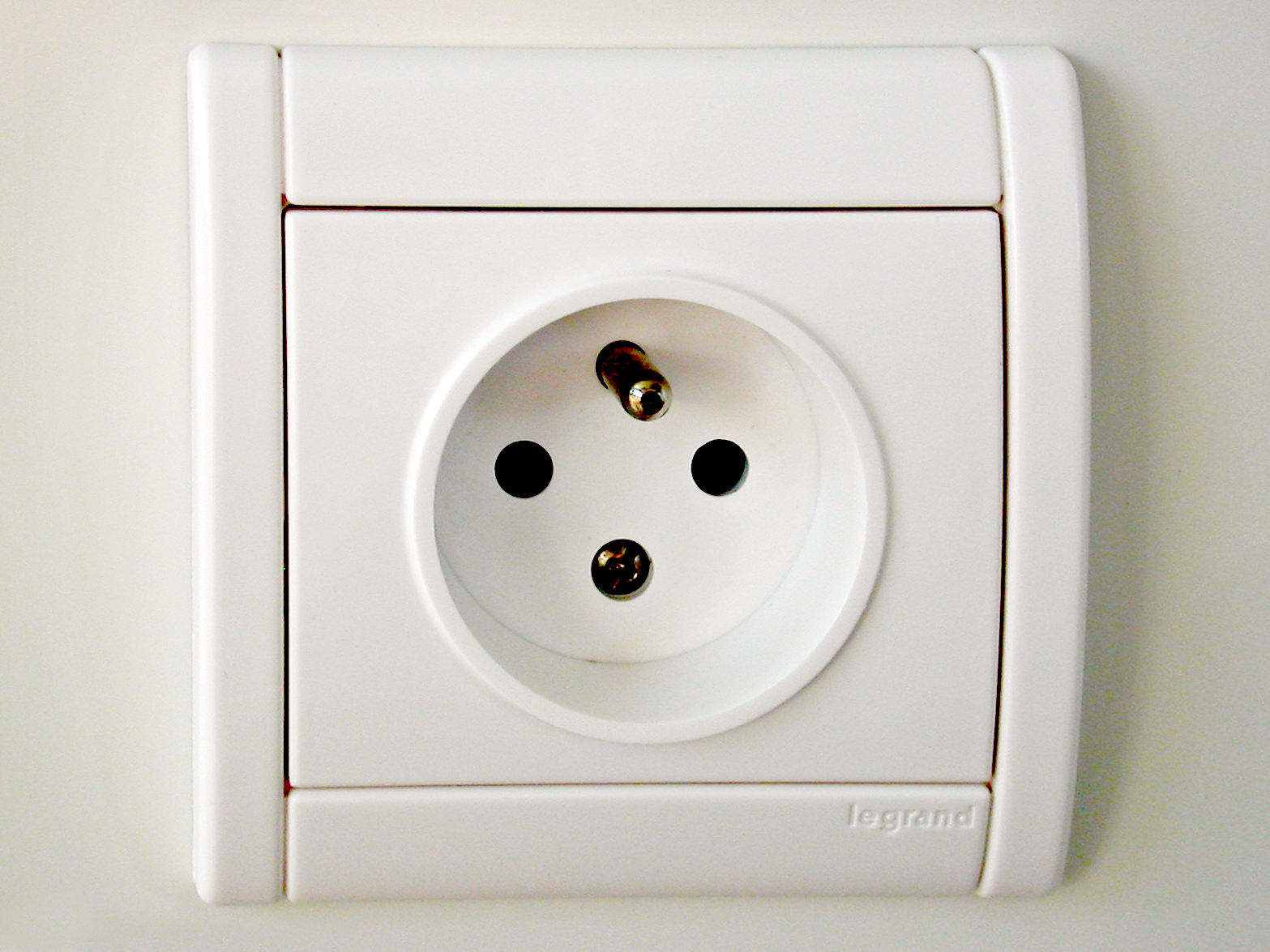
Французька розетка

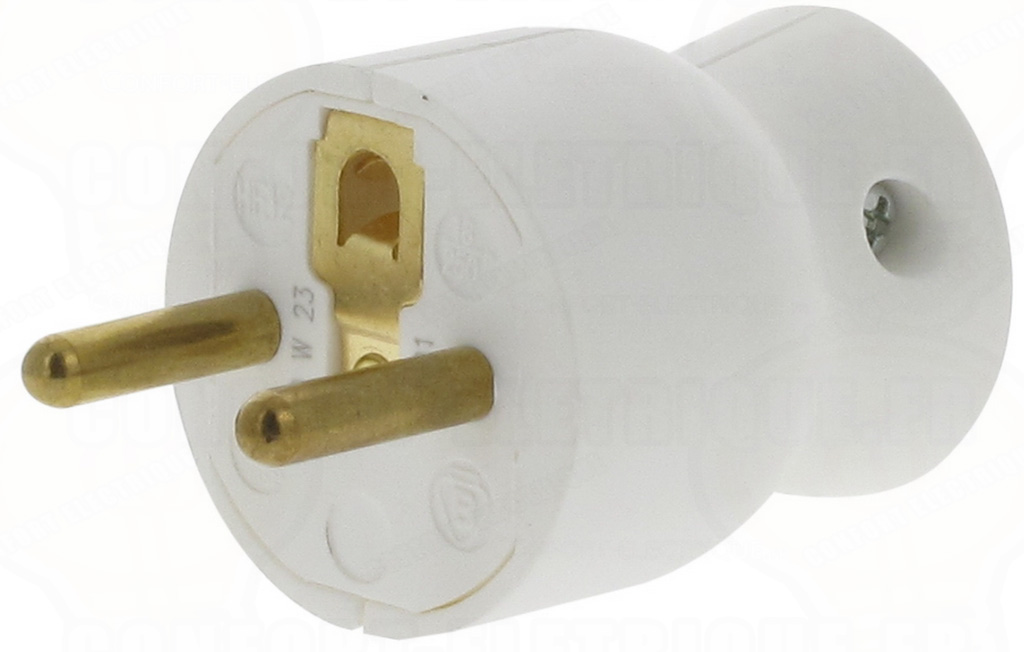
Французька штепсельна вилка

Французька розетка і вилка — електричне з'єднання, яке застосовується в основному у Франції та деяких інших країнах, які були колоніями Франції. Його називають 2P+T (фр. 2 pôles + terre) або тип E. Французька розетка описана в стандарті  CEE 7/5, а франзузька штепсельна вилка — в стандарті CEE 7/6.
У вилки є два круглі штирьові контакти для фази і нейтралі. Вони зазвичай товстіші ніж контакти Євровилки, хоча можна знайти і варіант з більш тонкими штирями (4 мм). У центрі, з невеликим зсувом, знаходиться контактний отвір, що приймає заземлюючий штир розетки. Завдяки такій конструкції система є поляризованою: якщо дивитися на розетку так, що виступаючий штир буде нагорі, то при правильному розведенні фазний контакт має бути праворуч, нейтральний зліва (хоча іноді ця норма порушується на практиці).
Оригінальна французька вилка стала рідкістю, оскільки її повсюдно замінює гібридна вилка CEE 7/7. На відміну від французьких вилок її можна включати і в розетки Schuko. Тому вилки CEE 7/7 застосовуються по всій Європі.

## Конструкція
Розетка CEE 7/5 і штепсельна вилка CEE 7/6 визначені у французькому стандарті NF C 61-314 «Штепсельні вилки і розетки побутового та аналогічного призначення» (який також включає штепсельні вилки CEE 7/7, CEE 7/16 і CEE 7/17). 
Гніздо, як правило, має круглу виїмку глибиною 15 мм з двома симетричними круглими отворами і круглим штирем заземлення, діаметром 4,8 мм, який виступаює з гнізда таким чином, що його наконечник знаходиться на відстані 23 мм від контактів під напругою, що забезпечує постійне підключення заземлення до того, як буде встановлений контактний штир під напругою. 
Контакт заземлення розташований по центру між отворами, зі зміщенням на 10,2 мм. 
Штепсельна вилка (яку часто помилково також називають CEE 7/5) має два круглих штирі діаметром 4,8 і довжиною 19 мм, які розташовані на відстані 19 мм один від одного, і отвір для виступаючого штиря заземлення розетки.

## Безпека

### Поляризація
Незважаючи на те, що завдяки виступачому штирю заземлення, розетка і вилка є поляризованими, стандарт CEE 7 не визначає розташування фази і нейтралі в них, і універсального стандарту їхнього підключення не існує. Деякий час чеські і словацькі стандарти визначали, що контакт заземлення повинен розташовуватися вгорі, якщо немає особливих заперечень, а фазний провід повинен розташовуватися з лівого боку, якщо дивитися на розетку спереду; але потім ці вимоги були скасовані. Французька конвенція була змінена, приблизно, в 2002 році з "нічого конкретного" на "якщо контакт заземлення знаходиться вгорі, то отвір для підключення фазного проводу в розетці має бути праворуч, якщо дивитися на розетку спереду". Однак необов'язково встановлювати розетку заземлюючим контактом догори. У Франції на упаковці розеток зазвичай вказується правильне підключення проводів. Таким чином, попередньо встановлені вилки електроприладів з поляризацією приєднуються коричневим фазним проводом до правого контакту, а синім нейтральним проводом - до лівого, при цьому заземлення підключається до контакту в "верхній частині" вилки.
При поляризації можна бути впевненим у тому, що, наприклад, фазний контакт весь час під'єднаний до центрального контакту лампи розжарювання, а не до легкодоступного різьбового корпусу цоколя, або що однополюсний вимикач весь час розмикає фазний провід.

### Захист від дотику
Розетки мають захисне заглиблення або виступ по колу, так що дотик до струмоведучих частин, навіть при не повністю вставленій вилці, неможливий. Захисний виступ або поглиблення також запобігає однополюсному підключенню вилки, коли один контакт підключений, а другий вільно висить у повітрі.

### Механічні властивості
Завдяки великій поверхні основи вилки, захисному заглибленню або вінцю навколо розетки та стабільному заземлюючому контакту, тип E є надійною системою, що добре відповідає механічним вимогам.

### Електрична здатність до навантаження
Запобіжники у вилках не передбачені. Захистом від перевантаження є автомат у щитку, що доповнюється запобіжниками в самих пристроях.

### Захист від дітей
Пристрої, що запобігають введенню предметів у розетку, не передбачені. Однак, не важко виготовляти розетки з вбудованим захистом.

## Сумісність

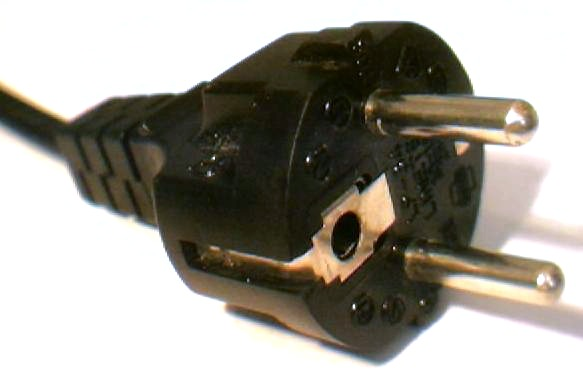
Гібридна штепсельна вилка стандарту CEE 7/7 (тип E + тип F)

Розетки можуть приймати Євровилку та контурну вилку CEE 7/17. Оскільки в країнах, що застосовують систему Schuko, тепер переважають вилки CEE 7/7, більшість куплених там електроприладів можна підключати до розеток стандарту CEE 7/5.
Оскільки заземлюючий контакт є частиною розетки, то штепсельні вилки стандарту CEE 7/6 можна підключити до більшості розеток без захисного заземлення. І хоча підключений в такий спосіб пристрій працюватиме, його заземлюючий провід буде не задіяний, тому у випадку несправності пристрою його корпус може виявитися під напругою.

## Поширеність
| - Франція (включно з заморськими територіями) - Бельгія - Бенін - Буркіна-Фасо - Бурунді - Східний Тимор - Гваделупа - Данія - Джибуті - Екваторіальна Гвінея - Ефіопія - Ізраїль |  | - Камерун - Канарські острови - Комори - Конго (Браззавіль) - Кот-д'івуар - Лаос - Ліберія - Мадагаскар - Малі - Марокко - Монако - Монголія |  | - Нігер - Польща - Сенегал - Сент-Вінсент і Гренадини - Сирія - Словаччина - Туніс - Французька Гвіана - Центральноафриканська Республіка - Чад - Чехія |